# ولادیمیر چرنیشیوف
ولادیمیر چرنیشیوف (روسی: Владимир Дмитриевич Чернышёв؛ ۲۱ ژوئن ۱۹۵۱ – ۱ مهٔ ۲۰۰۴) بازیکن والیبال اهل شوروی بود.